# Висенте Алейксандре
Висенте Пабло Марселино Алейксандре и Мерло (на испански: Vicente Pablo Marcelino Aleixandre y Merlo) е испански писател, Нобелов лауреат за литература през 1977 г.
Един от т.нар. „Поколение '27“ заедно с Мигел Ернандес, Луис Бунюел и др.

## Биография и творчество
Учи право и икономика. Публикува първите си стихотворения през 1926 г.